# سمیرا ایمانی فولادی
سمیرا ایمانی فولادی مربی والیبال و بازیکن پیشین تیم ملی والیبال زنان ایران است. او یکی از پرافتخارترین چهره‌های تاریخ والیبال زنان ایران به‌شمار می‌رود و نخستین زن ایرانی است که به‌عنوان مربی در یک باشگاه اروپایی (پورتو پرتغال) فعالیت کرده‌است.

## افتخارات

### مربی‌گری
- مربی باشگاه پورتو پرتغال، قهرمان لیگ برتر ۲۰۲۲[۴][۵]
- سرمربی سایپا، قهرمان لیگ برتر ۱۴۰۳–۱۴۰۴[۶]
- مربی تیم ملی بزرگسالان اعزامی به مالدیو، قهرمان آسیای میانه ۲۰۱۷[۷]
- مربی تیم ملی جوانان ایران (۲۰۱۸)
- مربی باشگاه‌های ذوب‌آهن، سپاهان، نامی‌نو، شهرداری اراک، باریج اسانس، گیتی‌پسند
- مربی و کاپیتان گیتی‌پسند در فصل قهرمانی ۹۰–۹۱
- سرمربی تیم جوانان استان اصفهان (۱۳۹۶ تا ۱۴۰۱)[۸]

### بازیکنی
- ۷ قهرمانی در لیگ برتر والیبال ایران
- بازیکن برتر لیگ در سال‌های ۱۳۸۴، ۱۳۸۵، ۱۳۸۶[۹]
- عضو تیم ملی از ۲۰۰۲ تا ۲۰۱۸

### مدیریتی
- مدیر ورزش بانوان فولاد ماهان سپاهان (۱۳۹۰)
- مدیر فنی تیم بزرگسالان و آکادمی سایپا (۱۴۰۳)
- بانوی نمونه کشور در سال ۱۳۸۷

## مدارک مربی‌گری
- مدرک مربیگری درجه دو بین‌المللی (۱۳۹۷)
- مدرک کمیته ملی المپیک و فدراسیون جهانی والیبال (۲۰۲۲)[۱۰]